# II bitwa pod Oporto
II bitwa pod Oporto – jedna z bitew podczas wojen napoleońskich na Półwyspie Iberyjskim między oddziałami brytyjskimi i francuskimi, zakończona zwycięstwem tych pierwszych.
W kwietniu 1809 roku do Lizbony przybył Wellington, w celu objęcia dowództwa nad oddziałami brytyjskimi w Portugalii. Wkrótce wyruszył na północ w celu zmierzenia się z armią francuską dowodzoną przez marsz. Soulta. 8 maja doszło do starć awangard obu armii, zwycięskich dla Brytyjczyków, którzy w pogoni za wycofującymi się oddziałami francuskimi dotarli aż do rzeki Duero. Na przeciwległym jej brzegu, w mieście Oporto rozlokowały się oddziały Soulta.
Do bitwy doszło 12 maja. Brytyjczycy wykorzystali warunki naturalne. Rzeka Duero kilka kilometrów na wschód od Oporto tworzy załom, tak, że jej brzegi w tym miejscu nie są widoczne z miasta. Natomiast bezpośrednio przy Oporto, tuż przy północnym brzegu rzeki, ulokowane jest seminarium duchowne, które zapewniało osłonę przeprawiającym się oddziałom. Przy pomocy miejscowej ludności brytyjski oddział w liczbie 600 żołnierzy przeprawił się przez rzekę i rozlokował się na terenie seminarium. Wysłane przeciwko Anglikom 3 bataliony francuskie pod dowództwem gen. Maximiliena Foya zostały szybko pozbawione wsparcia artylerii, która została uciszona przez działa angielskie rozlokowane w klasztorze Sarei na przeciwległym brzegu Duero, wskutek czego atak francuski załamał się. Foy został ranny, podobnie zresztą jak angielski gen. Edward Paget. Francuzi zaczęli się wycofywać, tymczasem Anglicy przeprawili już swe główne siły i rozpoczęli pościg za Francuzami. Oddziały brytyjskie doścignęły francuską ariergardę pod Salamonde. W tej sytuacji Soult zniszczył swą artylerię i uciekł do Hiszpanii.